# قناة ديزني
قناة ديزني هي قناة مملوكة لشركة والت ديزني التي أسستها شركة والت ديزني أيضاً. شبكة القناة مترجمة إلى أكثر من لغة ومنها العربية.

## قناة ديزني في الشرق الأوسط
قناة ديزني الشرق الأوسط هي قناة مشفرة بدأت البث لأول مرة في أبريل 2، 1997، وكانت آنذاك حصريا على شبكة أوربت. ثم أصبحت متوفرة على شبكة شوتايم. وحالياً أصبحت فقط متاحة على شبكة شبكة أوربت شوتايم على نايل سات وعرب سات قناة ديزني في الشرق الأوسط كانت متاحة باللغة الإنجليزية اللغة الإنجليزية عندما بدأت. في أبريل 1، 1998، في شبكة أوربت أصبحت متوفرة العربية، في أبريل 16، 2007، في شبكة أوربت أصبحت السويدية اللغة الثالثة على قناة ديزني الشرق الأوسط، الآن قناة ديزني الشرق الأوسط متاحة في شبكة أوربت شوتايم باللغتين بالإنجليزية، العربية فقط